# Миодраг Перишић
Миодраг Перишић (Суботица, 31. јул 1948 — Отава, 6. мај 2003) био је српски књижевник, књижевни критичар и политичар.
Био је један од оснивача и потпредседник новообновљене Демократске странке, први министар информисања СР Југославије и амбасадор СРЈ/СЦГ у Канади од 2001. године до његове смрти у мају 2003. године.

## Биографија
Иако рођен у Суботици, Перишић је основну и средњу школу завршио у Београду. Дипломирао је филозофију на Филозофском факултету Универзитета у Београду. Током студија учествовао је у уређивању и издавању часописа „Студент” и „Видици”, а касније је радио као уредник часописа „Књижевна реч”.
Радио је као слободни новинар до 1978. године када је почео да ради као секретар Задужбине Иве Андрића у Београду до 1984. године. Од 1984. до 1992. године био је главни и одговорни уредник часописа „Књижевне новине”. Био је активан члан Српског ПЕН центра и потпредседник Међународног ПЕН центра.
У јесен 1991. Перишић је био гост Хуверове институције за рат, револуцију и мир на Универзитету Станфорд у Калифорнији. У јесен и зиму 1991/92. био је гост на неколико универзитета у Сједињеним Државама и држао предавања о коренима југословенске кризе, улози интелектуалаца и узроцима распада СФР Југославије. У новембру и децембру 1999. је у својству гостујућег професора посетио Владину школу Џона Ф. Кенедија и држао предавања на Универзитету Вилијам Хауард Тафт.
Перишић је аутор више књига као и антологије модерне српске поезије. Његова последња књига била је „Развалине идеолошког раја”, објављена 1995. године.

## Политичка каријера
Са групом активиста истомишљеника, међу којима су Зоран Ђинђић и Војислав Коштуница, Перишић је 1989. године поново основао Демократску странку. У лето 1992. изабран је за члана прве Савезне владе Савезне Републике Југославије као министар информисања у влади Милана Панића. Исте године је изабран за посланика Демократске странке у Савезној скупштини. Од 1994. до 2000. године био је потпредседник Демократске странке, а у периоду од 1996. до 2000. године био је савезни посланик изабран од стране Коалиције Заједно.
Перишић је био суоснивач невладине организације Савет за демократске промене у Србији у којој је до децембра 2000. године био председник Политичког одбора. Био је међу грађанима који су 5. октобра 2000. на степеништу зграде Савезне скупштине дочекали свргавање Слободана Милошевића. Именован је за амбасадора СР Југославије у Отави, главном граду Канаде, 2001. године, где је био високо цењен од локалне српске заједнице, континуирано радећи на већој међусобној повезаности дијаспоре и њеној интеграцији у политички и друштвени живот Србије и Црне Горе.
Бивши министар спољних послова Горан Свилановић истакао је да је Перишић „својим достојанством интелектуалца отворио многа врата која су за друге затворена, на тај начин успевши да једну малу земљу, као што је Србија и Црна Гора, уведе у друштво великих”.

## Приватни живот
Био је ожењен Жанетом Ђукић; пар је имао ћерке близнакиње.

## Смрт
Перишић је преминуо 6. маја 2003. године од срчаног удара током тренинга на траци за трчање на Универзитету у Отави, месец дана мање од истека његовог двогодишњег мандата. Имао је 54 године. Сахрањен је 13. маја на Новом гробљу у Београду.